# مایکل وینترباتم
مایکل وینترباتم (انگلیسی: Michael Winterbottom؛ زادهٔ ۲۹ مارس ۱۹۶۱) یک کارگردان اهل انگلستان است.

## بخشی از فیلمشناسی
- جود (۱۹۹۶)
- در این جهان (۲۰۰۲)
- کد ۴۶ (۲۰۰۳)